# Радошин (станція)
Рáдошин — кінцева вантажна залізнична станція Рівненської дирекції Львівської залізниці.
Розташована у селі Радошин Ковельського району Волинської області на лінії Голоби — Радошин, найближча станція Голоби (16 км).
Станція виникла у 1952 році та існує дотепер завдяки Радошинському піщаному кар'єру.